# شامک پیتاچا
شامک پیتاچا (به انگلیسی: Shamek Pietucha) (زادهٔ) شناگر اهل کانادا است.